# Patrick van Mulier
Patrick van Mulier is een voormalig Surinaams politicus. Hij was in 1991 minister in de regering die aantrad na de Telefooncoup.

## Biografie
Nadat de militairen op 24 december 1990 de Telefooncoup pleegden, een telefoontje van de militaire top naar president Ramsewak Shankar met de mededeling dat hij was afgezet, trad op 7 januari 1991 een overgangsregering aan met Patrick van Mulier als minister van Onderwijs en Volksontwikkeling. De regering bleef aan tot na de verkiezingen van 1991 en het aantreden van het kabinet-Venetiaan I op 16 september 1991. Binnen de door legerleider Desi Bouterse opgerichte Nationale Democratische Partij (NDP) was Mulier bij een eventuele verkiezingswinst in beeld geweest als vicepresident, met Jules Wijdenbosch als president.